# 878 (numero)
Ottocentosettantotto (878) è il numero naturale dopo l'877 e prima dell'879.

## Proprietà matematiche
- È un numero pari.
- È un numero composto con 4 divisori: 1, 2, 439, 878. Poiché la somma dei suoi divisori (escluso il numero stesso) è 442 < 878, è un numero difettivo.
- È un numero semiprimo.
- È un numero nontotiente (per cui la equazione φ(x) = n non ha soluzione).
- È un numero palindromo e un numero ondulante nel sistema di numerazione decimale.
- È un numero odioso.
- È un numero intero privo di quadrati.
- È un numero congruente.
- È parte della terna pitagorica (878, 192720, 192722).

## Astronomia
- 878 Mildred è un asteroide della fascia principale del sistema solare.
- NGC 878 è un galassia spirale della costellazione della Balena.

## Astronautica
- Cosmos 878 è un satellite artificiale russo.